# Parafia św. Floriana w Chodzieży
 Parafia św. Floriana w Chodzieży – rzymskokatolicka parafia położona w dekanacie chodzieskim, bedącym częścią rejonu wągrowieckiego, należącym do archidiecezji gnieźnieńskiej.

## Historia parafii
Najwcześniejsze informacje o parafii sięgają początków XV wieku. Parafia należała do archidiecezji poznańskiej, jednak po zmianach administracyjnych diecezji w Polsce w 2004 roku znalazła się w archidiecezji gnieźnieńskiej. Od 4 maja 2009 przy parafii istnieje Kapituła Kolegiacka ustanowiona przez arcybiskupa Henryka Muszyńskiego.

## Kościół parafialny
Pierwszy kościół wybudowano w tym miejscu prawdopodobnie w XIII wieku. Nosił wezwanie św. Mikołaja. W XVII wieku jako drugi patron pojawia się św. Florian. W 1634 roku kościół został wyniesiony do godności kolegiaty parafialnej. Zniszczony przez pożar w 1754 roku został szybko odbudowany w stylu późnobarokowym. 